# Eastern
Der Begriff Eastern [iːstərn] (von eng.: eastern ‚östlich‘; rhetorische Analogie zum Filmgenre des Western: western ‚westlich‘) beschreibt ein Filmgenre des kommerziellen Unterhaltungskinos, in dem die Stilmerkmale des US-amerikanischen Genrekinos in asiatischen Filmen verarbeitet werden. Stilprägend sind dabei Elemente des US-amerikanischen Westerns. Teilweise wird Eastern auch synonym für das Genre des Martial-Arts-Films verwendet, mit dem es eng verwandt ist und das sich wiederum in die Genres Wuxia und Jidai-geki unterteilen lässt. Der Begriff bezieht sich außerdem insbesondere in den Vereinigten Staaten mitunter auf klassische Hollywood-Filme mit orientalischen Schauplätzen.

## Charakteristika

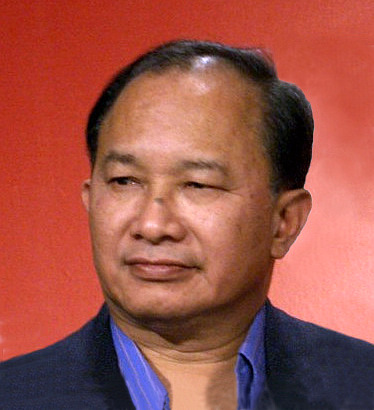
John Woo: Begründet mit seinem Film Face/Off (1997) den Eingang des Eastern in Hollywood.

In Deutschland wird der Begriff häufig als Oberbegriff für bestimmte Stilrichtungen des chinesischen und Hongkong-Kinos verwendet, wie etwa die der Action- und Martial-Arts-Filme vor allem ab den 1960er Jahren. In diesen Filmen werden Elemente japanischer Samuraifilme, aber auch Dramaturgien, Handlungsstrukturen und Figurenkonzepte US-amerikanischer Genrefilme aufgegriffen und mit der Ästhetik fernöstlicher Kampfkünste verbunden. Bedeutende Vertreter des Eastern sind Regisseure wie Chang Cheh (New One Armed Swordsman, 1967; The Duel, 1971), Sammo Hung (Operation Eastern Condors, 1986), Ching Siu-Tung (A Chinese Ghost Story, 1987), Tsui Hark (Once Upon a Time in China, 1991), Wong Jing (The Last Blood, 1990) und John Woo sowie die Darsteller Jackie Chan, Jet Li, Bruce Lee, Chow Yun Fat und Michelle Yeoh.
Seit den 1980er Jahren lässt sich im US-amerikanischen Kino wiederum der Einfluss des Eastern nachweisen, der sich in der Ästhetik von Filmen wie Matrix (1999) oder Kill Bill (2003) widerspiegelt. Zwar lassen sich bereits Filme wie Die glorreichen Sieben (1960; Vorlage: Die sieben Samurai, 1954) und Für eine Handvoll Dollar (1964; Vorlage: Yojimbo, 1961) auf Filme des Eastern-Genres zurückführen. Doch erst die Filme von John Woo ab den 1990er Jahren (Face/Off, 1997; Mission: Impossible II, 2000) machten deutlich, dass der Eastern nachdrücklich Einfluss im US-amerikanischen Unterhaltungskino findet.
Als Eastern werden insbesondere in den USA mitunter auch Filme des frühen Hollywood-Kinos mit orientalischen Schauplätzen bezeichnet. Solche Filme waren im weitesten Sinn Abenteuerfilme (Der Scheich, 1921; Drei Fremdenlegionäre, 1939) mit Motiven aus Tausendundeine Nacht wie Der Dieb von Bagdad (1940), die insbesondere in den 1940er und 1950er Jahren Erfolge feierten. Dabei lassen sich Anleihen beim Genre des Westerns nachweisen: Der Mann aus der Wüste, der in einer Stadt für Gerechtigkeit sorgt (Ali Baba und die vierzig Räuber, 1944; Der Wüstenfalke 1950), die Rache am Mord eines Familienangehörigen (Das goldene Schwert, 1952) oder das Zähmen eines legendären Wildpferds (Die Flamme von Arabien, 1951).

## Andere Verwendungen des Begriffs
Als Eastern wurden während des kalten Krieges sowjetische Produktionen bezeichnet, welche zwar im Wilden Westen spielen, aber das Western-Genre im Sinne des Sozialismus ideologisch umdeuten. Ebenso wird der Begriff für Western-Filme verwendet, welche in der zentralasiatischen Steppe zur Zeit des russischen Kaiserreichs oder während der roten Revolution angesiedelt sind. International erfolgreich wurde die Produktion Weiße Sonne der Wüste, in welcher sich ein ehemaliger Revolutionäskämpfer nach Ende des Bürgerkriegs gegen Banditen behaupten muss.